# Ottir Iarla
Ottir Iarla o Jarl Óttar, in antico irlandese Ottir Dub ("Óttar il Nero"), e nelle fonti inglesi Oter comes ("conte Óttar"), (... – 918) è stato un jarl che ebbe un importante ruolo tra i norreni di Britannia e Irlanda all'inizio del X secolo.
Si crede che sia il fondatore dell'insediamento di Loch dá Caech (oggi Waterford) nell'anno 914. Dal 917 alla morte avvenuta nel 918, Ottir fu molto vicino al potente re Ragnall ua Ímair, ma non si sa se fossero parenti.

## Irlanda e famiglia
In Irlanda Ottir viene soprattutto associato a razzie e conquiste nella provincia del Munster. Il Cogad Gáedel re Gallaib lo descrive nell'atto di saccheggiare con Ragnall, e lo lega all'insediamento vichingo di Cork. La base di partenza della loro attività era Loch dá Caech, oggi Waterford. In seguito la stessa opera descrive Ottir nella conquista della parte orientale del Munster, con base a Waterford, ma non si capisce se regnò sul territorio come re o se fosse soggetto a Ragnall, dato che vari annali forniscono versioni differenti.
Joan Radner ipotizzò che Ottir fosse lo stesso Ottir mac Iargni che negli Annali dell'Ulster uccide un figlio di Auisle con Muirgel, figlia di Máel Sechnaill mac Máele Ruanaid nell'883, ma Clare Downham definisce questa identificazione come "in nessun modo certa". In ogni caso Mary Valante sostiene che Ottar e Muirgel fossero sposati dato che lui e suo padre Iercne (morto nell'852) erano apparentemente alleati di Máel Sechnaill. Ottir potrebbe anche essere il padre di Barid mac Oitir, il quale fu ucciso in battaglia contro Ragnall nel 914, anche se sembra improbabile a causa del legame tra Ottir e Ragnall.

## Inghilterra e Scozia
Il conte Ottir ebbe un'importante carriera anche in Inghilterra.

### Cronaca anglosassone
Nell'anno 918 (quindi parlando del 917), la Cronaca anglosassone riporta:
(Cronaca anglosassone (MS A), s.a. 918 [917] (cf. MS D, s.a. 915), tr. Swanton)

### Morte in battaglia
Ottir morì in battaglia contro Costantino II di Scozia nel 918. Si unì alle forze di Ragnall ua Ímair, oppure potrebbe aver effettuato una spedizione a parte. Gli Annali dei Quattro Maestri dicono:
Mentre gli Annali dell'Ulster danno un resoconto più dettagliato ponendolo nell'esercito di Ragnall:
Quella descritta viene chiamata battaglia di Corbridge.